# A190 (Russland)
Die A 190 ist eine russische Fernstraße in der Oblast Kaliningrad. Sie führt von Kaliningrad (Königsberg (Preußen)) in nordöstlicher Richtung über Polessk (Labiau) nach Bolschakowo (Groß Skaisgirren/Kreuzingen), wo sie auf die A 197 und die A 216 (= Europastraße 77) trifft.
Auf gesamter Strecke verläuft die A 190 auf der Trasse der früheren deutschen Reichsstraße 126.

## Verlauf der A 190
Oblast Kaliningrad:
Stadt Kaliningrad:
- 00 km – Kaliningrad-Zentrum (Калининград, Königsberg (Preußen)) (→ A 191, A 193, A 194 (= Europastraße 28), A 195, A 196 und A 229 (= Europastraße 77))

Rajon Gurjewsk:
- 07 km – Wassilkowo (Василково, Neudamm)
- 11 km – Gurjewsk (Гурьевск, Neuhausen, Kreis Königsberg i. Pr.)
- 17 km – Konstantinowka (Константиновка, Konradswalde)
- 21 km – Perwomaiskoje (Првомайское, Kuggen)
- 22 km – Snamenka (Знаменка, Bruch)
- 23 km – Bajewka (Баевка, Kuikeim, bis 1945 Bahnhof Kuggen)
- 26 km – Jegorjewskoje (Егорьевское, Sellwethen)
- 29 km – Dobrino (Добрино, Nautzken)

~ Sapadny kanal (Westkanal) ~
Rajon Polessk:
- 32 km – Pridoroschnoje (Придорожное,  Neu Droosden)
- 34 km – Schurawljowka (Журавлёвка, Groß Droosden)

~ Wostotschny kanal (Ostkanal) ~
- 37 km – Slawjanskoje (Славянскоө, Pronitten)
- 39 km – Turgenewo (Тургенево, Adlig/Groß Legitten)
- 42 km – Brigadnoje (Бригадное, Theut) (Abzweig R 512 → Gwardeisk (Tapiau))
- 44 km – Tjulenino (Тюленино, Viehof)

o Bahnstrecke Kaliningrad–Sowetsk (Königsberg-Tilsit) (→ Litauen) der Russischen Eisenbahn o
- 46 km – Polessk (Полөсск, Labiau)

~ Deime ~

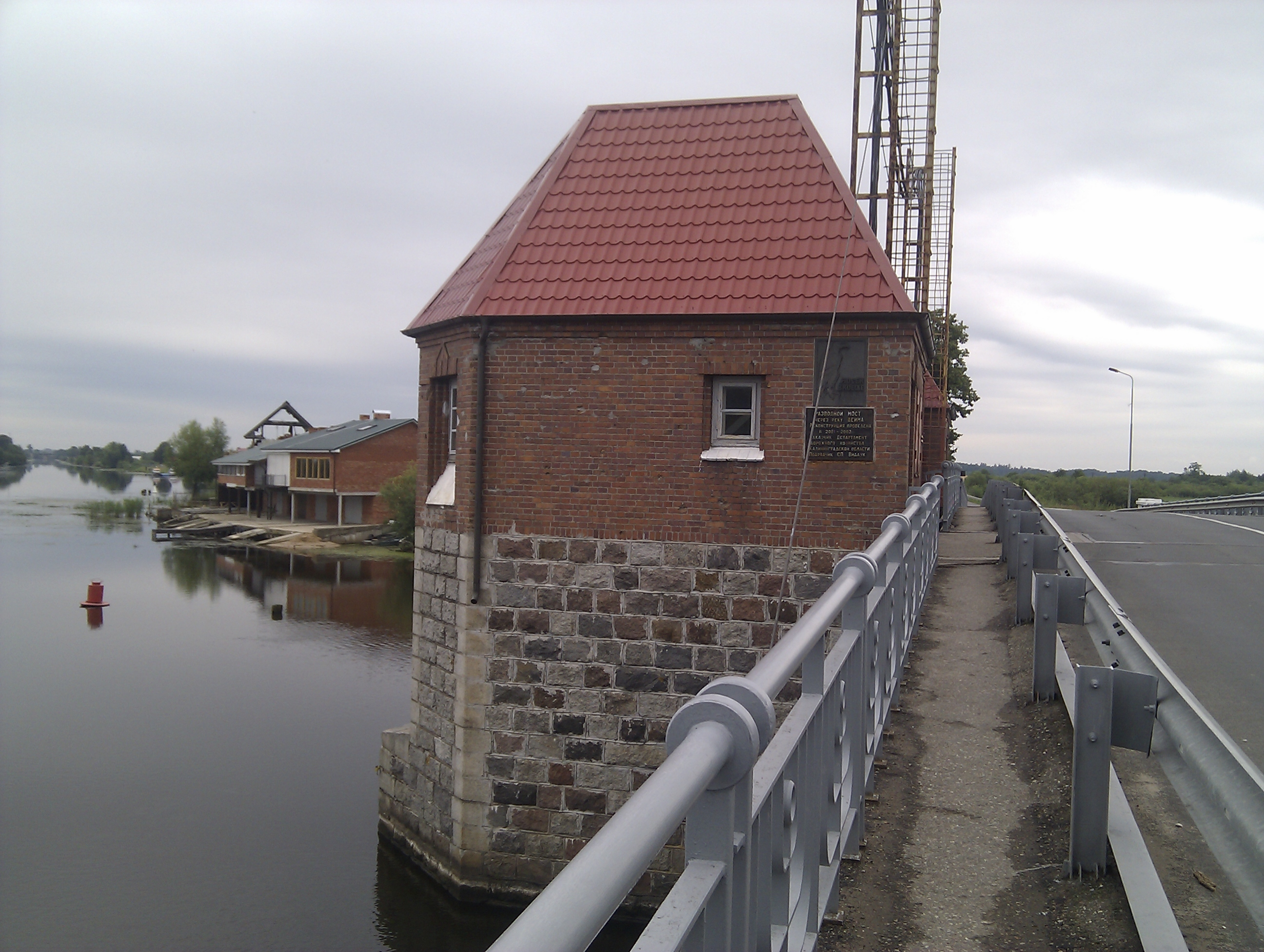
Adler-Brücke über die Deime

- 53 km – Scholochowo (Шолохово, Schelecken, 1938–46: Schlicken)

o Bahnstrecke (wie oben) o
- 56 km – Saranskoje (Саранскоө, Laukischken)
- 60 km – Berjosowka (Берёзовка, Burgsdorf)
- 64 km – Sosnowka (Сосновка, Groß Baum)
- 74 km – Alexandrowka (Александровка, Alexen, 1930–1946 Grotfeld)
- 75 km – Salessje (Залесье, Mehlauken, 1938–46: Liebenfelde)
- 76 km – Polewoi (Полевой, Luschninken, 1938–1946 Friedrichsmühle)
- 80 km – Kaschtanowo (Каштаново, Schmilgienen, 1938–1946: Kornfelde)
- 82 km – Saretschje (Заречье, Schwirgslauken, 1938–1946 Herzfelde)

Rajon Slawsk:
- 88 km – Bolschakowo (Большаково, Groß Skaisgirren, 1938–45: Kreuzingen) (→ A 197 und A 216 (= Europastraße 77))

Die letzten vier Kilometer bis Bolschakowo verläuft die A 190 auf der Trasse der A 216.